# Världsmästerskapet i ishockey för damer
Världsmästerskapet i ishockey för damer (engelska: IIHF World Women's Championship) är en internationell ishockeytävling för damlandslag anordnad av det internationella ishockeyförbundet sedan 1990. Turneringen började att spelas årligen i mars–april 1997, utom de år olympiska vinterspel spelades, före 2014 då världsmästerskap i lägre divisioner än toppdivisioner spelades under olympiska vinterspelsår. Turneringen för toppdivisionen spelades dock inte 2003, då SARS-utbrottet satte stopp för det, och 2020, då covid-19-pandemin satte stopp. VM 2021, som planerades spelas i april, flyttades fram till slutet av augusti, och fr.o.m. 2022 spelas VM (för toppdivisionen) i slutet av augusti och även under kalenderår olympiska vinterspel spelas.
VM har t.o.m. 2021 spelats 20 gånger och vunnits endast av Kanada och USA, som också är de enda två landslagen som vunnit medalj i samtliga VM. Finland, som nådde semifinal i samtliga VM före 2022 (då Finland slogs av Tjeckien i kvartsfinalen), är det europeiska landslag som nått flest semifinaler och dessutom det hittills enda landslaget som slagit ett nordamerikanskt landslag i en semifinal (som gjordes i hemma-VM 2019 där Finland vann mot Kanada; 13 år tidigare slogs USA av Sverige efter straffslag i den olympiska semifinalen i Turin).

## Turneringar
| År   |  | Värdnation                         | Värdort(er)                             | Vinnare                                                  | Silver                                                   | Brons                                                    | Fjärdeplats                                              |
| ---- |  | ---------------------------------- | --------------------------------------- | -------------------------------------------------------- | -------------------------------------------------------- | -------------------------------------------------------- | -------------------------------------------------------- |
| 1990 |  | Kanada                             | Ottawa                                  | Kanada                                                   | USA                                                      | Finland                                                  | Sverige                                                  |
| 1992 |  | Finland                            | Tammerfors                              | Kanada                                                   | USA                                                      | Finland                                                  | Sverige                                                  |
| 1994 |  | USA                                | Lake Placid                             | Kanada                                                   | USA                                                      | Finland                                                  | Kina                                                     |
| 1997 |  | Kanada                             | Kitchener                               | Kanada                                                   | USA                                                      | Finland                                                  | Kina                                                     |
| 1999 |  | Finland                            | Esbo, Vanda                             | Kanada                                                   | USA                                                      | Finland                                                  | Sverige                                                  |
| 2000 |  | Kanada                             | Mississauga                             | Kanada                                                   | USA                                                      | Finland                                                  | Sverige                                                  |
| 2001 |  | USA                                | Minneapolis                             | Kanada                                                   | USA                                                      | Ryssland                                                 | Finland                                                  |
| 2003 |  | Kina                               | A-VM inställt på grund av SARS-utbrott. | A-VM inställt på grund av SARS-utbrott.                  | A-VM inställt på grund av SARS-utbrott.                  | A-VM inställt på grund av SARS-utbrott.                  | A-VM inställt på grund av SARS-utbrott.                  |
| 2004 |  | Kanada                             | Halifax, Dartmouth                      | Kanada                                                   | USA                                                      | Finland                                                  | Sverige                                                  |
| 2005 |  | Sverige                            | Linköping, Norrköping                   | USA                                                      | Kanada                                                   | Sverige                                                  | Finland                                                  |
| 2007 |  | Kanada                             | Winnipeg, Selkirk                       | Kanada                                                   | USA                                                      | Sverige                                                  | Finland                                                  |
| 2008 |  | Kina                               | Harbin                                  | USA                                                      | Kanada                                                   | Finland                                                  | Schweiz                                                  |
| 2009 |  | Finland                            | Tavastehus, Vanda                       | USA                                                      | Kanada                                                   | Finland                                                  | Sverige                                                  |
| 2011 |  | Schweiz                            | Zürich, Winterthur                      | USA                                                      | Kanada                                                   | Finland                                                  | Ryssland                                                 |
| 2012 |  | USA                                | Burlington                              | Kanada                                                   | USA                                                      | Schweiz                                                  | Finland                                                  |
| 2013 |  | Kanada                             | Ottawa                                  | USA                                                      | Kanada                                                   | Ryssland                                                 | Finland                                                  |
| 2014 |  | Endast division I och II spelades. | Endast division I och II spelades.      | Endast division I och II spelades.                       | Endast division I och II spelades.                       | Endast division I och II spelades.                       | Endast division I och II spelades.                       |
| 2015 |  | Sverige                            | Malmö                                   | USA                                                      | Kanada                                                   | Finland                                                  | Ryssland                                                 |
| 2016 |  | Kanada                             | Kamloops                                | USA                                                      | Kanada                                                   | Ryssland                                                 | Finland                                                  |
| 2017 |  | USA                                | Plymouth                                | USA                                                      | Kanada                                                   | Finland                                                  | Tyskland                                                 |
| 2018 |  | Endast division I och II spelades. | Endast division I och II spelades.      | Endast division I och II spelades.                       | Endast division I och II spelades.                       | Endast division I och II spelades.                       | Endast division I och II spelades.                       |
| 2019 |  | Finland                            | Esbo                                    | USA                                                      | Finland                                                  | Kanada                                                   | Ryssland                                                 |
| 2020 |  | Kanada                             | Halifax, Truro                          | A-turneringen inställd på grund av coronavirusutbrottet. | A-turneringen inställd på grund av coronavirusutbrottet. | A-turneringen inställd på grund av coronavirusutbrottet. | A-turneringen inställd på grund av coronavirusutbrottet. |
| 2021 |  | Kanada                             | Calgary                                 | Kanada                                                   | USA                                                      | Finland                                                  | Schweiz                                                  |
| 2022 |  | Danmark                            | Herning, Frederikshavn                  | Kanada                                                   | USA                                                      | Tjeckien                                                 | Schweiz                                                  |
| 2023 |  | Kanada                             | Brampton                                | USA                                                      | Kanada                                                   | Tjeckien                                                 | Schweiz                                                  |
| 2024 |  | USA                                | Utica                                   | Kanada                                                   | USA                                                      | Finland                                                  | Tjeckien                                                 |
| 2025 |  | Tjeckien                           | České Budějovice                        | USA                                                      | Kanada                                                   | Finland                                                  | Tjeckien                                                 |
| 2026 |  | Kanada                             |                                         |                                                          |                                                          |                                                          |                                                          |
| 2027 |  |                                    |                                         |                                                          |                                                          |                                                          |                                                          |
| 2028 |  |                                    |                                         |                                                          |                                                          |                                                          |                                                          |
| 2029 |  |                                    |                                         |                                                          |                                                          |                                                          |                                                          |
| 2030 |  | Kanada                             |                                         |                                                          |                                                          |                                                          |                                                          |

## Medaljligan
| Nation   | Guld | Silver | Brons | Totalt |
| -------- | ---- | ------ | ----- | ------ |
| Kanada   | 13   | 10     | 1     | 24     |
| USA      | 11   | 13     | 0     | 24     |
| Finland  | 0    | 1      | 15    | 16     |
| Ryssland | 0    | 0      | 3     | 3      |
| Sverige  | 0    | 0      | 2     | 2      |
| Tjeckien | 0    | 0      | 2     | 2      |
| Schweiz  | 0    | 0      | 1     | 1      |